# Hubert Lefèbvre
Hubert Jean Daniel Lefèbvre (París, 29 de novembre de 1878 – ?) va ser un jugador de rugbi francès que va competir a cavall del segle xix i el segle xx. El 1900 va prendre part en els Jocs Olímpics de París, on guanyà la medalla d'or en la competició de rugbi.
Jugador del Racing Club de France, guanyà les lligues franceses del 1900 i 1902.